# Hapalopeza occipitalis
Hapalopeza occipitalis är en bönsyrseart som beskrevs av John Obadiah Westwood 1889. Hapalopeza occipitalis ingår i släktet Hapalopeza och familjen Iridopterygidae. Inga underarter finns listade i Catalogue of Life.